# Rainer Trox
Rainer Trox (* 25. November 1946 in Husum) ist ein ehemaliger deutscher Fußball-Torwart.
In der Saison 1974/75 der 2. Bundesliga Nord spielte Trox ein Spiel für den VfL Osnabrück: Er vertrat am 18. Spieltag den Stammtorhüter Werner Kamper im Gastspiel beim TSR Olympia Wilhelmshaven. Osnabrück verlor das Spiel mit 1:2.
Werner Kamper stand in allen übrigen 37 Saisonspielen im Tor. Am Saisonende war Osnabrück Tabellenachter.

## Weblink
- Rainer Trox in der Datenbank von fussballdaten.de

| Personendaten    | Personendaten            |
| ---------------- | ------------------------ |
| NAME             | Trox, Rainer             |
| KURZBESCHREIBUNG | deutscher Fußballtorwart |
| GEBURTSDATUM     | 25. November 1946        |
| GEBURTSORT       | Husum                    |